# Campeonato Azerbaijana de Xadrez

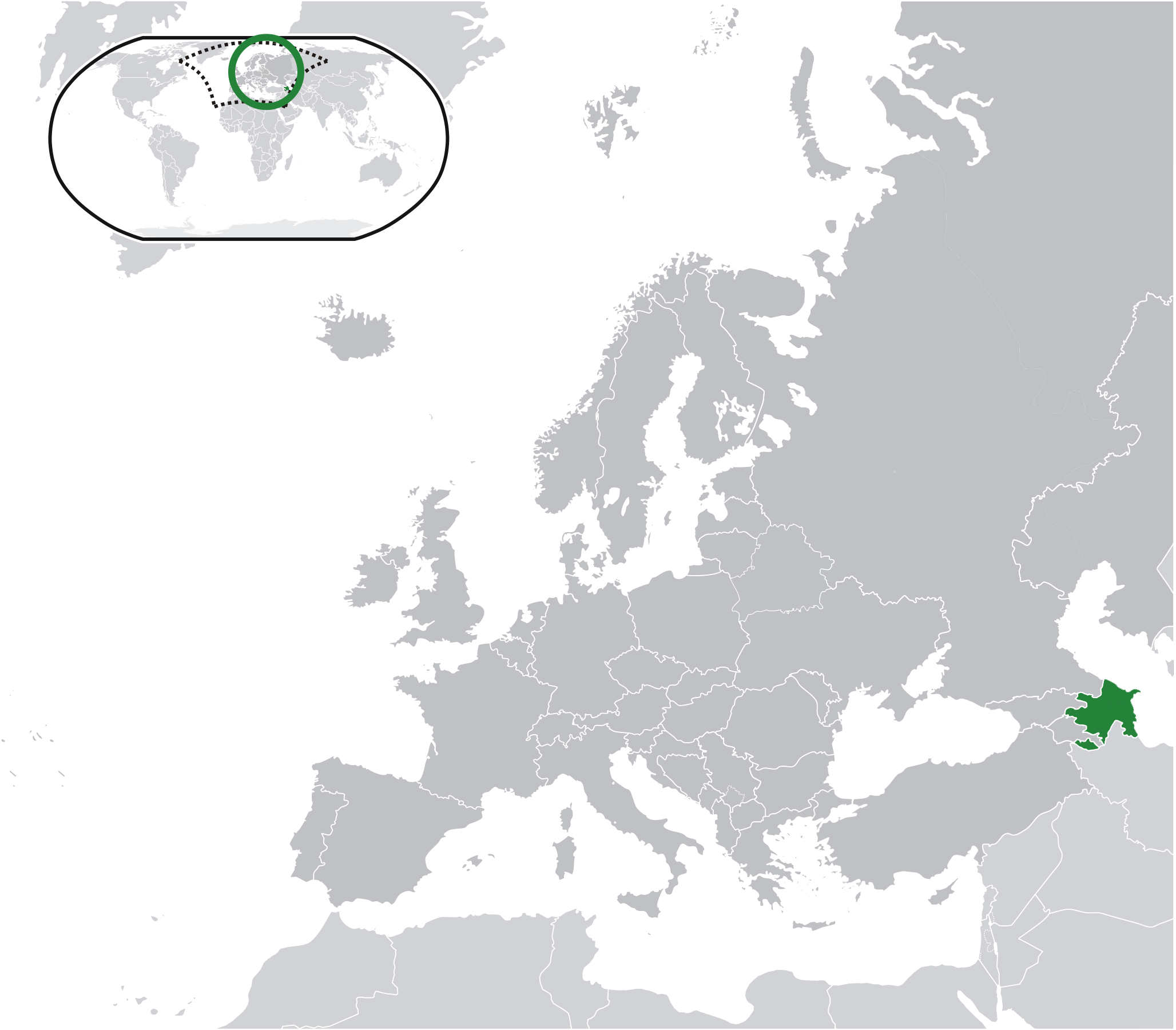
Azerbaijão

O Campeonato Azerbaijana de Xadrez é uma competição anual de xadrez de Azerbaijão que determina o campeão e campeã nacional. O campeonato é organizado pela Federação Azerbaijana de Xadrez, para determinar o campeão nacional do esporte na categoria masculina e feminina. O campeonato é geralmente realizado em Bacu. O primeiro campeonato foi realizado em 1934, quando o Azerbaijão fazia parte da República Socialista Federativa Soviética Transcaucasiana. Os campeonatos continuaram a ser realizados de forma irregular durante a República Socialista Soviética do Azerbaijão até 1945, quando foram estabelecidos como torneios anuais. Continuam até hoje depois de o Azerbaijão se ter tornado independente em 1991.

## Tabela do Campeonato Masculino do Azerbaijão
| Edição | Ano  | Cidade      | Campeão               |
| ------ | ---- | ----------- | --------------------- |
| I      | 1992 | Bacu        | Rauf Gadjily          |
| II     | 1993 | Bacu        | Rahim Gasimov         |
| III    | 1994 | Bacu        | Rauf Gadjily          |
| IV     | 1995 | Bacu        | Vugar Gashimov        |
| V      | 1996 | Bacu        | Vugar Gashimov        |
| VI     | 1997 | Bacu        | Aydin Guseynov        |
| VII    | 1998 | Bacu        | Vugar Gashimov        |
| VIII   | 1999 | Bacu        | Rufat Bagirov         |
| IX     | 2000 | Bacu        | Azer Mirzoyev         |
| X      | 2001 | Bacu        | Shakhriyar Mamedyarov |
| XI     | 2002 | Bacu        | Shakhriyar Mamedyarov |
| XII    | 2003 | Bacu        | Rauf Mamedov          |
| XIII   | 2004 | Bacu        | Rauf Mamedov          |
| XIV    | 2006 | Bacu        | Rauf Mamedov          |
| XV     | 2007 | Bacu        | Elmir Guseinov[1]     |
| XVI    | 2008 | Bacu        | Rauf Mamedov          |
| XVII   | 2009 | Bacu        | Rashad Babayev        |
| XVIII  | 2010 | Bacu        | Eltaj Safarli         |
| XIX    | 2011 | Bacu        | Nidjat Mamedov[2][3]  |
| XX     | 2012 | Bacu        | Vugar Rasulov         |
| XXI    | 2013 | Bacu        | Zaur Mammadov         |
| XXII   | 2014 | Bacu        | Ulvi Bajarani         |
| XXIII  | 2015 | Bacu        | Rauf Mamedov          |
| XXIV   | 2016 | Bacu        | Eltaj Safarli         |
| XXV    | 2017 | Bacu        | Nijat Abasov          |
| XXVI   | 2018 | Bacu        | Abdula Gadimbayli     |
| XXVII  | 2019 | Bacu        | Mahammad Muradli      |
| XXVIII | 2021 | Naquichevão | Vasif Durarbayli      |
| XXIX   | 2022 | Naquichevão | Mahammad Muradli      |
| XXX    | 2023 | Bacu        | Vasif Durarbayli      |
| XXXI   | 2024 | Bacu        | Aydin Suleymanli      |

## Tabela do Campeonato Feminino do Azerbaijão
| Edição | Ano  | Cidade      | Campeã                |
| ------ | ---- | ----------- | --------------------- |
| I      | 2001 | Bacu        | Zeinab Mamedyarova    |
| II     | 2002 | Bacu        | Firuza Velikhanli     |
| III    | 2003 | Bacu        | Turkan Mamedyarova    |
| IV     | 2004 | Bacu        | Afag Khudaverdiyeva   |
| V      | 2006 | Bacu        | Khayala Isgandarova   |
| VI     | 2007 | Bacu        | Zeinab Mamedyarova    |
| VII    | 2008 | Bacu        | Zeinab Mamedyarova[4] |
| VIII   | 2009 | Bacu        | Narmin Kazimova       |
| IX     | 2010 | Bacu        | Turkan Namedyarova    |
| X      | 2011 | Bacu        | Turkan Mamedyarova[5] |
| XI     | 2012 | Bacu        | Turkan Namedyarova    |
| XII    | 2013 | Bacu        | Khayala Abdulla       |
| XIII   | 2014 | Bacu        | Aytan Amrayeva        |
| XIV    | 2015 | Bacu        | Zeinab Mamedyarova    |
| XV     | 2016 | Bacu        | Narmin Kazimova       |
| XVI    | 2017 | Bacu        | Gunay Mammadzada      |
| XVII   | 2018 | Bacu        | Khanim Balajayeva     |
| XVIII  | 2019 | Bacu        | Gunay Mammadzada      |
| XIX    | 2020 | Bacu        | Khanim Balajayeva     |
| XX     | 2021 | Naquichevão | Gulnar Mammadova      |
| XXI    | 2022 | Bacu        | Govhar Beydullayeva   |
| XXII   | 2023 | Bacu        | Govhar Beydullayeva   |
| XXIII  | 2024 | Bacu        | Ayan Allahverdiyeva   |